# Polistes
Polistes ist eine Gattung aus der Unterfamilie der Feldwespen mit weltweiter Verbreitung. Es werden  260 Arten und 111 Unterarten unterschieden (Stand 2019), von denen 11 in Europa vorkommen (zusätzlich drei im östlichen Mittelmeerraum plus eine amerikanische, die in Spanien eingeschleppt wurde). Es ist die artenreichste Gattung der sozialen Wespen.

## Merkmale
Polistes-Arten sind mittelgroße, relativ schlank gebaute Faltenwespen. Von anderen sozialen Faltenwespen der Unterfamilie Vespinae (Echte Wespen) sind sie daran unterscheidbar, dass das erste Segment des freien Hinterleibs (hinter der „Wespentaille“) glockenförmig mit schmaler Basis ist, dadurch ist der freie Hinterleib insgesamt von spindelförmiger Gestalt. Außerdem trägt das Hüftglied (Coxa) der Hinterbeine bei ihnen keinen Längskiel auf der Oberseite. Von anderen Gattungen der Feldwespen sind sie in der Alten Welt ebenfalls am einfachsten am Bau dieses Segments unterscheidbar, das bei Polistes hinter der Einschnürung sitzend ist, also keinen erkennbaren Stiel (Petiolus) aufweist. Für alle anderen Arten gilt, dass die Öffnung des Propodeum (der Muskelschlitz, an dem der Gaster ansetzt) eckig begrenzt ist, während sie bei anderen Gattung rund begrenzt ist. Bei den Arten der Alten Welt ist der Schlitz zudem immer schmaler als bei den verwandten Gattungen. Von den meisten solitären Faltenwespen unterscheiden die nicht gespaltenen Klauen der Beinglieder und das Fehlen sogenannter Parategula (lappenförmiger Vorsprünge des Mesoscutum seitlich der Tegulae).
Die europäischen Arten (der Untergattung Polistes s. str.) besitzen alle die typische Wespenfärbung aus gelben Binden und Flecken auf schwarzem Grund und ähneln dadurch stark den Echten Wespen. Arten aus anderen Regionen sind teilweise anders gefärbt, oft gelb oder gelbbraun mit bräunlicher Zeichnung.

## Biologie und Lebensweise

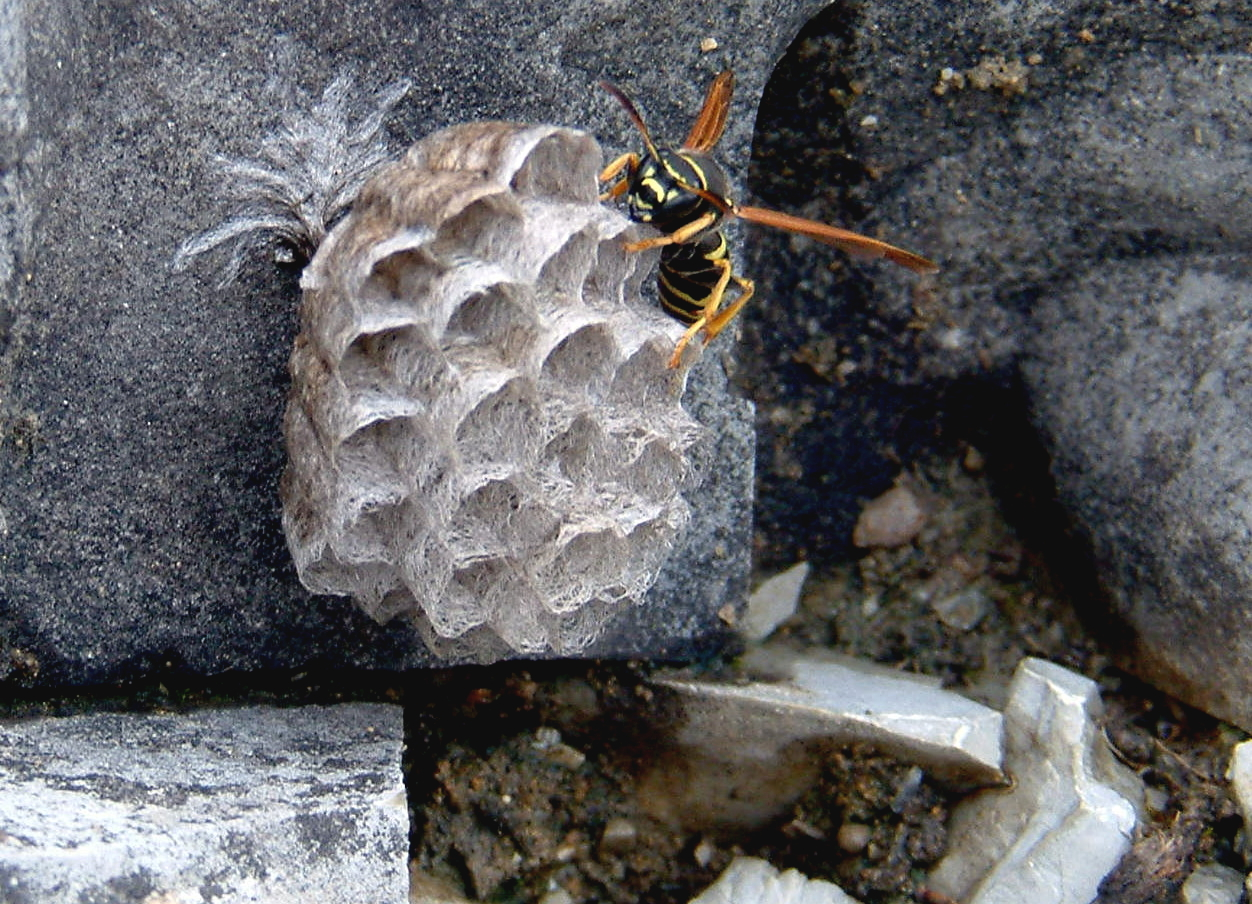
Nest von Polistes biglumis mit Weibchen

Alle Polistes-Arten sind soziale Insekten mit eusozialem Sozialverhalten; das heißt gemeinsamer Nahrungsbeschaffung, kooperativer Brutpflege und Zusammenleben von Tieren mehrerer Generationen. Sie bauen, wie typisch für die Verwandtschaft, Nester aus einer papierartigen Substanz aus zerkauten Holzfasern. Diese bestehen bei Polistes immer aus einem einzelnen Wabenteller, der mit einem Stielchen auf der Oberfläche ansitzt. Eine Nesthülle ist niemals vorhanden. Die Volksstärke ist bei Polistes immer klein bis moderat, sie übersteigt nicht etwa 75 Tiere pro Nest. Die Nestgründung erfolgt innerhalb der Gattung verschiedenartig, wobei auch innerhalb einer Art mehrere Strategien vorkommen. Entweder gründet eine junge, befruchtete Königin allein ein neues Nest, dessen Brut sie eine Zeitlang allein versorgt, bis die erste Generation Arbeiterinnen geschlüpft ist (Haplometrose), oder mehrere Jungköniginnen gründen gemeinsam ein Nest (Pleometrose), wobei eine in der Dominanzhierarchie die andere(n) unterdrückt (es gibt Ausnahmen bei einigen ostasiatischen Arten). Alternativ versuchen junge Königinnen, entweder das Nest einer anderen Feldwespe bei zeitweiliger Abwesenheit der Erbauerin zu übernehmen, oder sie töten diese ab. Bei drei Arten Südeuropas, des Mittelmeerraums und der Region des Kaspischen Meeres (früher als eigene Gattung oder Untergattung Sulcopolistes aufgefasst) ist dieser Sozialparasitismus obligat, sie produzieren gar keine eigenen Arbeiterinnen mehr, sondern lassen ihren Nachwuchs von den Arbeiterinnen der Wirtsart versorgen.
Die geschlüpften Arbeiterinnen etablieren untereinander durch aggressive Interaktionen eine individuelle Dominanzhierarchie, die später durch ritualisierte Drohgesten aufrechterhalten wird. Sie erkennen sich dabei individuell anhand der Gesichtszeichnung. Ranghöhere Weibchen, beginnend mit der Königin, fressen die Eier, die von anderen Weibchen eventuell gelegt werden. Kommt es zum Verlust der Königin, übernimmt die ranghöchste Arbeiterin das Nest und beginnt mit der Eiablage, wobei, weil die Eier unbefruchtet sind, immer männlicher Nachwuchs resultiert. Es kann aber dann auch nachträglich zu einer Paarung kommen, wodurch sie zu einer echten Ersatzkönigin wird.
Die Völker und Nester der Gattung in den gemäßigten Breiten sind immer einjährig, wobei nur die jungen Königinnen überwintern und im Folgejahr ein neues Nest begründen. Tropische Arten können ganzjährig auftreten.
Feldwespen der Gattung Polistes ernähren sich, soweit bekannt, fast ausschließlich räuberisch von erbeuteten Insekten und anderen Arthropoden, die sie auch an ihre Brut verfüttern. Sobald Arbeiterinnen vorhanden sind, beteiligt sich die Königin nicht mehr an der Nahrungsbeschaffung. Gelegentlich verlässt sie aber das Nest weiterhin, um Baumaterial für neue Zellen zu gewinnen.

## Phylogenie und Taxonomie
Die Gattung Polistes erwies sich bei allen morphologischen und genetischen Untersuchungen als monophyletisch. Die Gattung entstand vermutlich in der Alten Welt. Ein Ursprung im tropischen Ostasien ist dabei wahrscheinlich, aber nach den genetischen Daten nicht sicher nachweisbar. Die nordamerikanischen Arten (der Untergattung Aphanilopterus im weiteren Sinne) bilden, entgegen früherer Analysen, eine monophyletische Gruppe; dies ist ein Hinweis darauf, dass eine Einwanderung nur ein einziges Mal erfolgte. Es lässt sich eine Besiedlung Nordamerikas von Südamerika her erschließen, wobei einige Arten von hier aus sekundär nach Südamerika rückgewandert sein müssen.

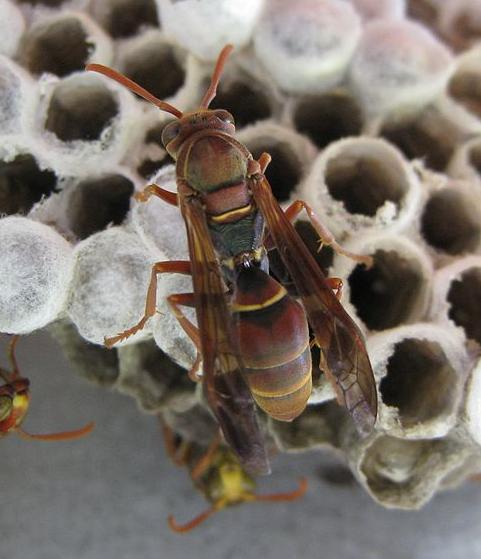
Polistes humilis, eine australische Art (eingeschleppt nach Neuseeland)

Innerhalb der Gattung werden aktuell vier Untergattungen anerkannt:
- Untergattung Aphanilopterus Meunier, 1888 (92 Arten)
- Untergattung Gyrostoma Kirby, 1828 (21 Arten)
- Untergattung Polistella Ashmead, 1904 (84 Arten)
- Untergattung Polistes Latreille, 1802 s. str. (23 Arten)

Im deutschen Sprachraum hat sich diese Unterteilung jedoch nicht durchgesetzt und es wird für alle Arten und Unterarten der Gattungsname Polistes verwendet.
Die zahlreichen früher in der Neuen Welt zusätzlich unterschiedenen Untergattungen (vgl.) werden heute meist nicht mehr anerkannt.

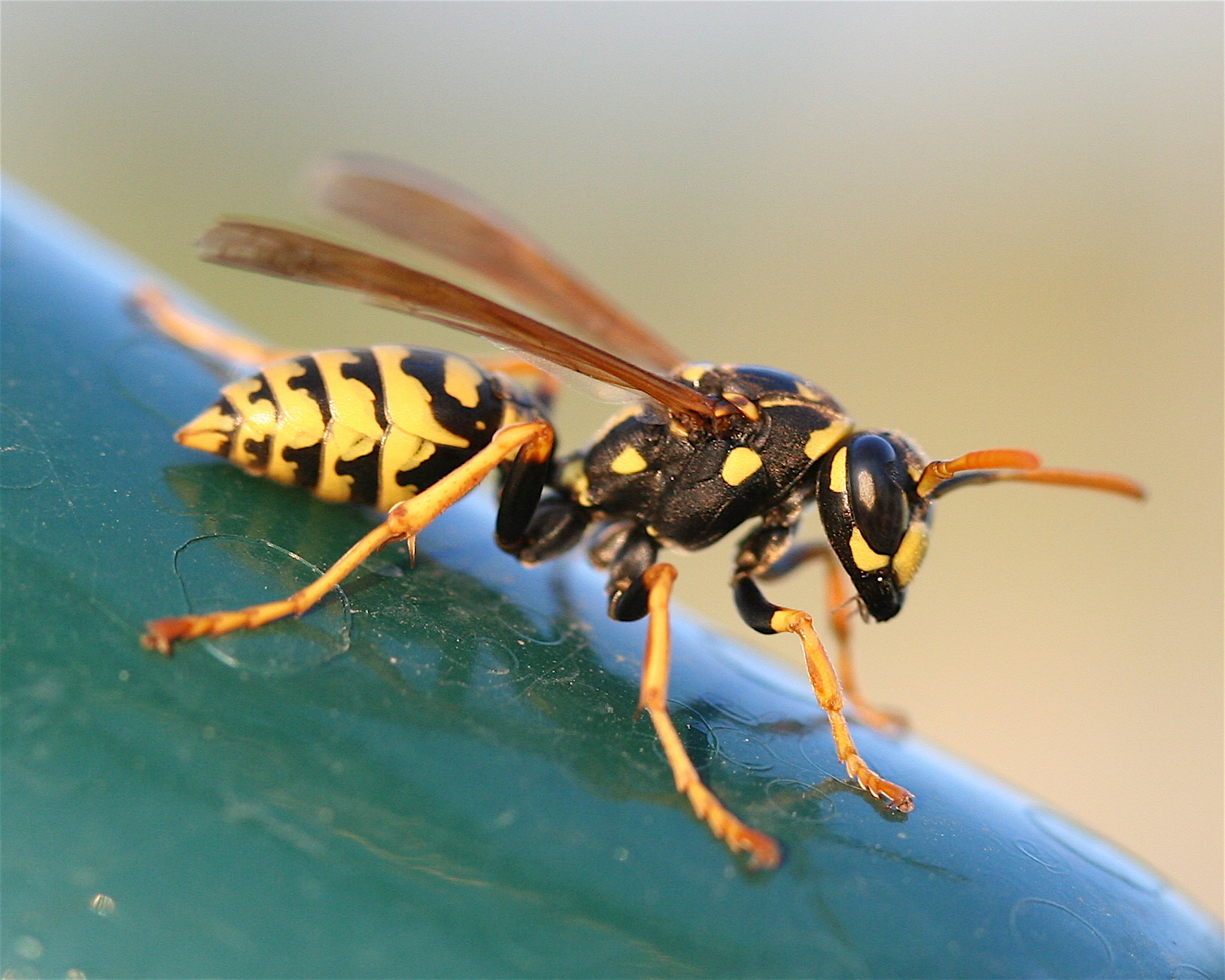
Polistes dominula, die häufigste europäische Feldwespe

In Europa kommen die folgenden Arten vor, die alle zur Untergattung Polistes gehören:
- Polistes albellus Giordani Soika, 1976 (syn. Polistes helveticus Neumeyer, 2014). beschrieben aus der Mongolei als Unterart von Polistes foederatus, 2014 erneut  beschrieben aus den Alpenländern und dem südlichen Mitteleuropa, die Synonymie wurde 2015 bemerkt. Verbreitet vom Osten Frankreichs bis in den russischen Fernen Osten.
- Polistes associus Kohl, 1898. Steppen-Feldwespe. Südeuropa, nördlich bis in die Schweiz[11], östlich bis Aserbaidschan.
- Polistes atrimandibularis Zimmermann, 1930. Sozialparasit. Süd- und südliches Mitteleuropa, nördlich bis Süddeutschland, östlich bis Iran und Armenien.
- Polistes austroccidentalis van Achterberg & Neumeyer, 2017. (syn. Polistes semenowi auctt., nec Morawitz, 1889). Südwesteuropa und angrenzendes Nordafrika, nördlich bis in die Schweiz.
- Polistes biglumis (Linnaeus, 1758). Berg-Feldwespe. ganz Europa, nördlich bis Skandinavien, östlich bis Zentralasien.
- Polistes bischoffi Weyrauch, 1937. Zierliche Feldwespe. Südeuropa, nördlich bis in die Schweiz und nach Österreich, östlich bis in die Türkei.
- Polistes dominula (Christ, 1791). Haus-Feldwespe, früher Gallische Feldwespe (vgl. Polistes gallicus). Süd- und Mitteleuropa (hier die häufigste Art der Gattung), östlich bis Zentralasien und Indien, eingeschleppt in Amerika.
- Polistes gallicus (Linnaeus, 1767). gesamte Mittelmeerregion, östlich bis Aserbaidschan.
- Polistes nimpha (Christ, 1791). Heide-Feldwespe. Europa, nördlich bis Finnland. Östlich bis China und in den russischen Fernen Osten.
- Polistes semenowi Morawitz, 1889 (syn. Polistes sulcifer Zimmermann, 1930). Sozialparasit. Südost- und südliches Mitteleuropa, östlich bis Zentralasien. (In Deutschland nur ein alter Fund[12])

Eingeschleppt in Europa und in Spanien eingebürgert außerdem (Untergattung Aphanilopterus)
- Polistes major Palisot de Beauvois, 1818. südliche USA bis Brasilien und Peru (einschließlich Karibik), in Europa bisher in Oviedo (Nordspanien).